# 周矶管理区
周矶管理区是中国湖北省潜江市下辖的一个管理区。地处潜江西城区，与国家大型企业江汉油田毗邻。管理区国土面积17.54平方公里，人口1.1万余人，下辖3个社区，30家工商企业。辖区以广泽大道和安远大道为纽带，形成了北通汉水，南接泸蓉高速、318国道，西连襄（樊）岳（阳）公路的水陆交通网。

## 行政区划
周矶管理区下辖兴隆社区、前进分场生活区、戴湖分场生活区、河东分场生活区。
1. ↑  . www.hbqj.gov.cn.   [2020-08-05].[]